# Monaeses jabalpurensis
Monaeses jabalpurensis es una especie de araña cangrejo del género Monaeses, familia Thomisidae. Fue descrita científicamente por Gajbe & Rane en 1992.

## Distribución
Esta especie se encuentra en India.